# Johann Wilhelm Greven
Johann Wilhelm Greven (* 20. November 1820 in Köln; † 3. Februar 1893 in Brüssel) war ein deutscher Verleger.

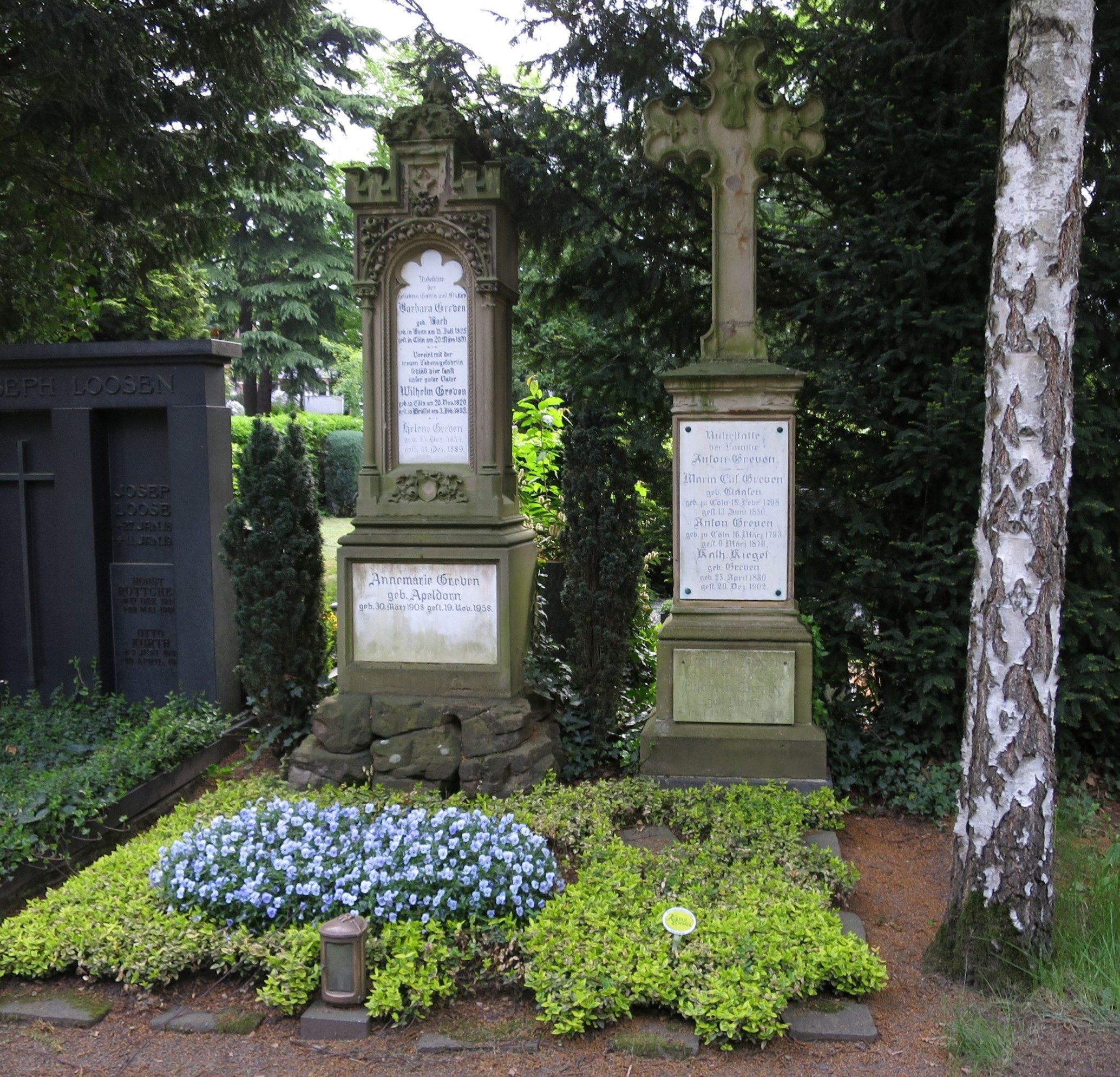
Familiengrabstätte Greven

Er wurde als ältester Sohn von Anton Greven, Gründer des Greven Verlag Köln und von Greven’s Adreßbuch-Verlag geboren.
Er war nicht nur Adressbuch-, Buch- und Kunstverleger, sondern auch Buchhändler und Buchdrucker. Im Jahr 1854, noch zu Lebzeiten seines Vaters, übernahm er dessen Druckerei, die er 1858 mit der Druckerei von Arnold Bechtold zum gemeinsamen Betrieb Greven & Bechtold zusammenführte.
1867 gründete er darüber hinaus das Installations- und Möbelgeschäft Greven & Fahrbach.
Im Jahr 1870 zog er sich aus den Geschäften zurück, die er an seine Söhne Anton Carl und Max weitergab.
Am 3. Februar 1893 starb Johann Wilhelm Greven in Brüssel. Sein Grab befindet sich auf dem Kölner Friedhof Melaten (Lit. R, zwischen Lit. B+C).